# Mayukh Hazarika
Mayukh Hazarika (Asamés: ময়ুখ হাজৰিকা; nacido el 13 de enero de 1971) es un cantante de playback y director musical indio. Es líder de la banda Mayukh Hazarika and the Brahmaputra Balladeers. Es hijo de los cantantes Jayanta Hazarika y  Manisha Hazarika y sobrino del Dr. Bhupen Hazarika.

## Carrera
Mayukh Hazarika, también conocido como Raja, nació en Guwahati, Assam, el 13 de enero de 1971, hijo de los cantantes Jayanta Hazarika y Manisha Hazarika. Es el único hijo de este dueto musical. Tenía sólo siete años cuando perdió a su padre. Su madre le enseñó a cantar a una edad muy temprana. Hazarika hizo sus estudios en el Kendriya Vidyalaya, Khanapara y más adelante estudió en la Universidad de Delhi. Terminó su post graduación en el IIM Indore. 
Después de pasar fuera del IIM, Hazarika se incorporó como Jefe de la cámara de NDTV en el 2007. Al mismo tiempo, como cantante realizó varias giras de conciertos por la India y en todo el mundo junto con su esposa, la cantante Laili Dutta Hazarika y su madre Manisha. Comenzó a tener fama con su álbum titulado 'Sokue Jodi Kotha Koy', que fue lanzado el 5 de febrero de 2009 y fue promovida por Bharti Airtel. Antes de que esto le habían contratado para cantar en otras versiones de Jayanta Hazarika y Bhupen Hazarika, como sus canciones que fueron éxito. Aunque Hazarika quien encarnaba la voz angelical de su padre, logró con su habilidad para crear su propio estilo.

## Discografía
- Shilongare Godhuli (2002)
- Sokue Jodi Kotha Koy (2009)
- Monor Maram (2012)
- Assamese Modern Songs (2012)
- All Time Greats Jayanta Hazarika (2012)
- Anuradha (2012)[1]
- Assomor Chirajugamiya Geet (2012)